# Прем'єр-ліга (Індонезія)
Прем'єр-ліга (індонез. Liga Prima Indonesia) — колишній найвищий футбольний дивізіон Індонезії, що існував у 2011—2013 роках.

## Історія
2011 року після серії суперечок щодо проведення національного футбольного змагання, керівництво PSSI вирішила внести різні зміни до ліги, створивши новий турнір. Перший сезон 2011/12 пройшов серед 12 клубів, переможцем став клуб «Семен Паданг». Тим не менше паралельно з Прем'єр-лігою проходила і Суперліга, яка також вважалась найвищим дивізіоном країни.
В підсумку на позачерговому з'їзді PSSI 17 березня 2013 року було вирішено, що Прем'єр-ліга об'єднається з Суперлігою на основі останньої. Було вирішено, що Індонезійська Прем'єр-ліга (IPL) оголосить про розпуск після закінчення сезону 2013 року, в якому має провести плей-оф, під час якого сім найкращих команд IPL здобудуть право виступати у Суперлізі у сезоні 2014 року, який буде розширений до 22 команд.

## Чемпіони
Для перегляду списку усіх чемпіонів Індонезії див. статтю Список чемпіонів Індонезії з футболу.